# Новая (Молодечненский район)
Новая (бел. Но́вая) — деревня в Молодечненском районе Минской области Беларуси. Входит в состав Радошковичского сельсовета.

## География
Ближайшие населённые пункты Граничи, Миговка и др.

## История
В 1904 году Радошковской волости Вилейского уезда Виленской губернии.
30 июля 1964 года деревня Петюли была переименована в деревню Новая.
До 2013 года деревня входила в состав Граничского сельсовета.

## Население

### Численность
- 2019 год — 65 жителей

### Динамика
- 1999 год — 139 жителей (перепись населения)
- 2009 год — 86 жителей (перепись населения)[3]
- 2019 год — 65 жителей (перепись населения)